# Kanton Tena
Der Kanton Tena befindet sich in der Provinz Napo im Nordosten von Ecuador. Er besitzt eine Fläche von 3922 km². Im Jahr 2022 lag die Einwohnerzahl bei rund 80.800. Verwaltungssitz des Kantons ist die Kleinstadt Tena mit 23.307 Einwohnern (Stand 2010). Der Kanton Tena wurde am 12. Januar 1941 eingerichtet.

## Lage
Der Kanton Tena befindet sich im Süden der Provinz Napo. Das Gebiet liegt in der Cordillera Real und reicht im Osten bis ins Amazonastiefland. Der Río Napo mit seinem Zufluss Río Tena entwässern das Areal nach Osten. Die Fernstraße E45 (Baeza–Puyo) durchquert den Kanton in Nord-Süd-Richtung und passiert dabei den Hauptort Tena.
Der Kanton Tena grenzt im Norden an die Kantone Archidona und Loreto (Provinz Orellana), im Osten an den Kanton Francisco de Orellana (Provinz Orellana), im Süden an die Kantone Arajuno (Provinz Pastaza), Carlos Julio Arosemena Tola, Baños de Agua Santa (Provinz Tungurahua) und Patate (Provinz Tungurahua) sowie im Westen an die Kantone Santiago de Píllaro (Provinz Tungurahua), Salcedo und Latacunga (beide in der Provinz Cotopaxi).

## Verwaltungsgliederung
Der Kanton Tena ist in die Parroquia urbana („städtisches Kirchspiel“)
- Tena

und in die Parroquias rurales („ländliches Kirchspiel“)
- Ahuano
- Chontapunta
- Muyuna
- Pano
- Puerto Misahuallí
- Puerto Napo
- Tálag

gegliedert.

## Geschichte
Entwicklung der Einwohnerzahl im Kanton Tena bei landesweiten Volkszählungen zum jeweiligen Gebietsstand:
| Jahr                    | Einwohner | +/-     |
| ----------------------- | --------- | ------- |
| 1950                    | 13.075    | –       |
| 1962                    | 14.657    | 12,1 %  |
| 1974                    | 29.712    | 102,7 % |
| 1982                    | 26.061    | −12,3 % |
| 1990                    | 35.747    | 37,2 %  |
| 2001                    | 46.007    | 28,7 %  |
| 2010                    | 60.880    | 32,3 %  |
| 2022                    | 80.816    | 32,7 %  |
| Datenherkunft: Wikidata |           |         |

## Ökologie
Im Südwesten befindet sich der Nationalpark Llanganates.